# Università di Tirana
L'Università di Tirana (in albanese Universiteti i Tiranës), in sigla UT, è un'università pubblica dell'Albania, la maggiore del paese per numero di studenti. Fondata nel 1957 come Università Statale di Tirana e dedicata tra il 1985 e il 1992 ad Enver Hoxha, l'università ha sede a Tirana e dispone di una sede distaccata a Saranda.

## Storia
Con decisione del Consiglio dei ministri n° 207 del 30 maggio 1957 è stata fondata l'Università Statale di Tirana, che ha assorbito i preesistenti: Istituto pedagogico superiore (fondato nel 1946), Istituto delle scienze (fondato nel 1947), Istituto politecnico (fondato nel 1951), Istituto medico, Istituto agrario, Istituto economico e Istituto giuridico. All'inizio della sua attività l'università contava sei facoltà e nel corso del primo anno accademico si sono iscritti 3613 studenti.
Dal 1985 alla dissoluzione del regime socialista nel 1992 l'università è stata dedicata ad Enver Hoxha assumendo il nome di Università di Tirana "Enver Hoxha".
Nel 1991 le facoltà di ingegneria furono scorporate per istituire l'Università Politecnica di Tirana mentre le facoltà afferenti all'ex Istituto agrario confluirono nell'Università agraria. Nel 2013 le facoltà di Medicina e Scienze mediche confluirono nell'Università di medicina.
Nel 2000 è stato istituito il Centro studi europei, ribattezzato poi in Istituto di studi europei nel 2009, mentre nel 2006 è stato istituito un dipartimento dell'università a Saranda, entrato in attività nel 2008 con corsi in amministrazione aziendale e lingua inglese.

## Facoltà e dipartimenti
L'università conta sei facoltà, un istituto affiliato e un dipartimento indipendente. Tutte le facoltà hanno sede a Tirana mentre a Saranda è presente un dipartimento, dipendente direttamente dal rettorato, che offre programmi di studio in amministrazione aziendale e lingua inglese.
1. Facoltà di Giurisprudenza
  - Dipartimento di Diritto civile
  - Dipartimento di Diritto penale
  - Dipartimento di Diritto pubblico
2. Facoltà di Economia
  - Dipartimento di Economia
  - Dipartimento di Statistica e Informatica applicata
  - Dipartimento di Management
  - Dipartimento di Marketing
  - Dipartimento di Finanza
  - Dipartimento di Contabilità
3. Facoltà di Lingue straniere
  - Dipartimento di Lingua inglese
  - Dipartimento di Lingua italiana
  - Dipartimento di Lingua tedesca
  - Dipartimento di Lingua slavo-balcanica
  - Dipartimento di Lingua francese
  - Dipartimento di Lingua spagnola
  - Dipartimento di Lingua greca
4. Facoltà di Storia e Filologia
  - Dipartimento di Storia
  - Dipartimento di Archeologia e Beni culturali
  - Dipartimento di Geografia
  - Dipartimento di Linguistica
  - Dipartimento di Letteratura
  - Dipartimento di Giornalismo e Comunicazione
5. Facoltà di Scienze naturali
  - Dipartimento di Matematica
  - Dipartimento di Matematica applicata
  - Dipartimento di Informatica
  - Dipartimento di Fisica
  - Dipartimento di Chimica
  - Dipartimento di Chimica industriale
  - Dipartimento di Biologia
  - Dipartimento di Flora e Fauna
  - Dipartimento di Biotecnologie
6. Facoltà di Scienze sociali
  - Dipartimento di Pedagogia e Psicologia
  - Dipartimento del Lavoro e delle Politiche sociali
  - Dipartimento di Filosofia
  - Dipartimento di Sociologia
  - Dipartimento di Scienze politiche
7. Istituto di studi europei (ISE)
  - Dipartimento di Diplomazia e Relazioni internazionali dell'Unione europea
  - Dipartimento di Legislazione e Politica dell'Unione europea
8. Dipartimento di Educazione fisica e Sport

## Rettori
L'Università di Tirana ha avuto i seguenti rettori:
- Zija Këlliçi (1957-1961)
- Kahreman Ylli (1961-1970)
- Jorgji Sota (1970-1972)
- Agim Mero (1972-1974)
- Perikli Prifti (1974-1975)
- Petrit Radovicka (1975-1981)
- Osman Kraja (1981-1988)
- Nikolla Konomi (1988-1991)
- Ethem Likaj (1991-1992)
- Halil Sykja (1992-1993)
- Raimond Sharko (1993-1995)
- Nestor Thereska (1995-1997)
- Marenglen Spiro (1997-2003)
- Shezai Rrokaj (2003-2008)
- Dhori Kule (2008-2016)
- Mynyr Koni (2016-2020)
- Artan Hoxha (dal 2020)